# Денискино (Федоровський район)
Дени́скино (рос. Денискино, башк. Денис) — село у складі Федоровського району Башкортостану, Росія. Адміністративний центр Денискинської сільської ради.
Населення — 637 осіб (2010; 660 в 2002).
Національний склад:
- татари — 98%